# El Porvenir, Jerez
El Porvenir är en ort i Mexiko.   Den ligger i kommunen Jerez och delstaten Zacatecas, i den centrala delen av landet, 500 km nordväst om huvudstaden Mexico City. El Porvenir ligger 2 155 meter över havet och antalet invånare är 227.
Terrängen runt El Porvenir är kuperad västerut, men österut är den platt. Runt El Porvenir är det ganska glesbefolkat, med 31 invånare per kvadratkilometer. Närmaste större samhälle är Jerez de García Salinas, 10,7 km sydost om El Porvenir. Trakten runt El Porvenir består till största delen av jordbruksmark.